# Ogden (New York)
Ogden è un comune (town) degli Stati Uniti d'America della contea di Monroe nello Stato di New York. La popolazione era di 19.856 abitanti al censimento del 2010. Il canale di Erie passa attraverso il comune di Ogden.

## Geografia fisica
Secondo lo United States Census Bureau, ha un'area totale di 36,73 mi² (95,13 km²).
Ogden confina a nord con il comune di Parma, ad est con il comune di Gates, ad ovest con il comune di Sweden, e a sud con i comuni di Riga e Chili.

## Storia
Il comune di Ogden venne fondato il 17 gennaio 1817, quando era ancora parte della contea di Genesee.

## Società

### Evoluzione demografica
Secondo il censimento del 2010, la popolazione era di 19.856 abitanti.

### Etnie e minoranze straniere
Secondo il censimento del 2010, la composizione etnica della città era formata dal 94,5% di bianchi, il 2,3% di afroamericani, lo 0,2% di nativi americani, lo 0,8% di asiatici, lo 0,0% di oceanici, lo 0,7% di altre razze, e l'1,6% di due o più etnie. Ispanici o latinos di qualunque razza erano il 2,8% della popolazione.